# Voedingscentrum

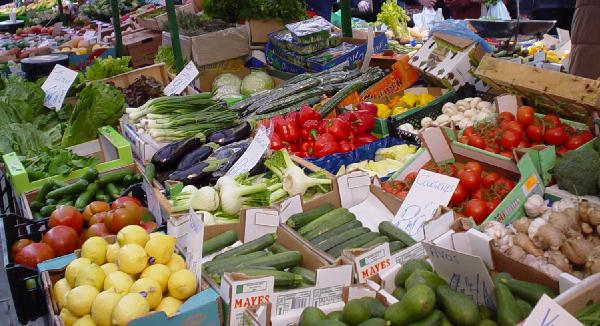
Een groentekraam met verschillende groenten

Het Voedingscentrum van de Stichting Voedingscentrum Nederland is een door de Nederlandse overheid gesubsidieerde instelling die voorlichting geeft over voedsel en voeding. Ze richt zich op gezond, veilig en duurzaam eten. Er is ook steeds meer aandacht voor een gezonde eetomgeving. Het voedingscentrum is gevestigd in Den Haag. Sinds mei 2023 is Petra Verhoef de directeur.

## Geschiedenis
Stichting Voedingscentrum Nederland is opgericht in 1998 en ontstond uit een fusie van het Voorlichtingsbureau voor de Voeding, het landelijke informatiecentrum Voedselovergevoeligheid, Stichting Voeding Nederland en de stuurgroep Goede Voeding. Het Voorlichtingsbureau ontstond in 1941 ten tijde van de Tweede Wereldoorlog. Doel was toen de bevolking te informeren over het zo gezond mogelijk voedsel bereiden uit beperkt verkrijgbare of ongebruikelijke grondstoffen. Zo gaf men bijvoorbeeld advies over het klaarmaken van bloembollen.
Ten opzichte van de begintijd is veel veranderd. Op steeds meer plekken kun je voedsel de hele dag door kopen. Uitgangspunt vanuit het Voedingscentrum is om de gezonde keuze de gemakkelijke keuze te laten zijn.

## Werkwijze
Bij de voorlichting worden vele middelen gebruikt, maar de website heeft speciale aandacht. Ten behoeve van haar taken heeft de instelling onder meer mensen uit de volgende beroepsgroepen in dienst: diëtisten, voedingskundigen, levensmiddelentechnologen, beleidsspecialisten en de campagnemakers.
De Schijf van Vijf is het belangrijkste voorlichtingsmodel van het Voedingscentrum. Dit model is gebaseerd op de ‘Richtlijnen Goede Voeding 2015’ van de Gezondheidsraad.
In de voorlichting is kennis aangaande de volgende onderwerpen speerpunt:
- Gezonde voeding, waaronder recepten, Schijf van Vijf, Eetwissel, gezonde schoolkantine.
- Duurzame voeding, waaronder meer plantaardig eten, voedselverspilling voorkomen, dierenwelzijn, natuur en milieu, eerlijke handel.
- Specifieke voeding voor bepaalde bevolkingsgroepen, waaronder ouderen, zwangeren, jeugdigen, mensen die af willen vallen, chronische zieken.
- Voedselveiligheid, waaronder het voorkomen van voedselinfecties en schadelijke stoffen in het eten.

## Onafhankelijk
Zo nu en dan duiken in de media berichten op van banden tussen het Voedingscentrum en het bedrijfsleven die de neutraliteit van het Voedingscentrum onder druk zouden zetten. De meeste van deze berichten zijn gebaseerd op de situatie in het verleden toen het Voedingscentrum een leerstoelenfonds beheerde om wetenschappelijk onderzoek naar voeding mede mogelijk te maken. Het bedrijfsleven droeg bij aan dit wetenschappelijke fonds. Om alle schijn van belangenverstrengeling te voorkomen is het Voedingscentrum daar in 2011 mee gestopt. Het Voedingscentrum wordt 100% gefinancierd door de Rijksoverheid.

## Discussie
Inhoudelijk zijn mensen het soms niet eens met de adviezen van het Voedingscentrum. Kris Verburgh, schrijver van de bestseller "De Voedselzandloper", uitte kritiek op de "Schijf van Vijf" en plaatste daar zijn Voedselzandloper voor in de plaats. Belangrijke verschillen waren bijvoorbeeld de adviezen inzake brood, aardappelen, pasta en rijst. Deze vormen een belangrijke basis van de Schijf van Vijf, terwijl Verburgh adviseerde deze juist te laten staan. Het Voedingscentrum kwalificeert de adviezen van Verburgh als onpraktisch en onwetenschappelijk.
Een ander punt van kritiek op het Voedingscentrum is het ontbreken van bronvermeldingen op de website. Op de pagina 'Vertalen onderzoek naar adviezen' legt het Voedingscentrum uit hoe hun adviezen tot stand komen. In Factsheets neemt het centrum bronvermeldingen op.
Daan de Wit illustreerde in zijn boek "Weet wat je eet" met veel voorbeelden de oorzaak van veel kritiek. Het Voedingscentrum werkt op basis van het consensusmodel in de wetenschap. Wetenschappelijke consensus betekent dat de meerderheid van de internationale, gespecialiseerde wetenschappers het met elkaar eens is over de interpretatie van al het beschikbare onderzoek. Sommige onderzoeken wijken af van die consensus. Voorbeeld hiervan is het advies van het Voedingscentrum om margarine te gebruiken in plaats van boter en in het verlengde daarvan de visie op verzadigde vetten in het algemeen. Er is wetenschappelijke consensus over het feit dat het vervangen van verzadigd vet door onverzadigd vet het risico op hart- en vaatziekten verkleint.